# نزاع بزرگ
نزاع بزرگ (به انگلیسی: The Big Brawl) که در ایران با نام مبارز خیابانی شناخته می‌شود، یک فیلم رزمی  محصول سال ۱۹۸۰ است. این اثر نخستین تلاش جکی چان برای ورود به بازار فیلم‌های هالیوود بود. این فیلم تولید مشترک هنگ کنگ و آمریکا، توسط رابرت کلوز کارگردانی شد و بسیاری از عوامل فیلم اژدها وارد می‌شود (۱۹۷۳) در این پروژه نیز حضور دارند.

## داستان
جوان رزمی‌کار آمریکایی-آسیایی تبار مجبور است برای نجات همسر خود در رقابت رسمی مبارزه خیابانی شرکت کند.